# Namako Hyôga
Namako Hyôga (von japanisch なまこ氷河 ‚Seegurkengletscher‘) ist ein Gletscher im ostantarktischen Königin-Maud-Land. Im nördlichen Teil der Belgica Mountains fließt er in südöstlicher Richtung.
Japanische Wissenschaftler erstellten 1976 Luftaufnahmen und nahmen zwischen 1979 und 1980 Vermessungen vor. Sie benannten ihn deskriptiv nach seiner Form.